# Bijenraat

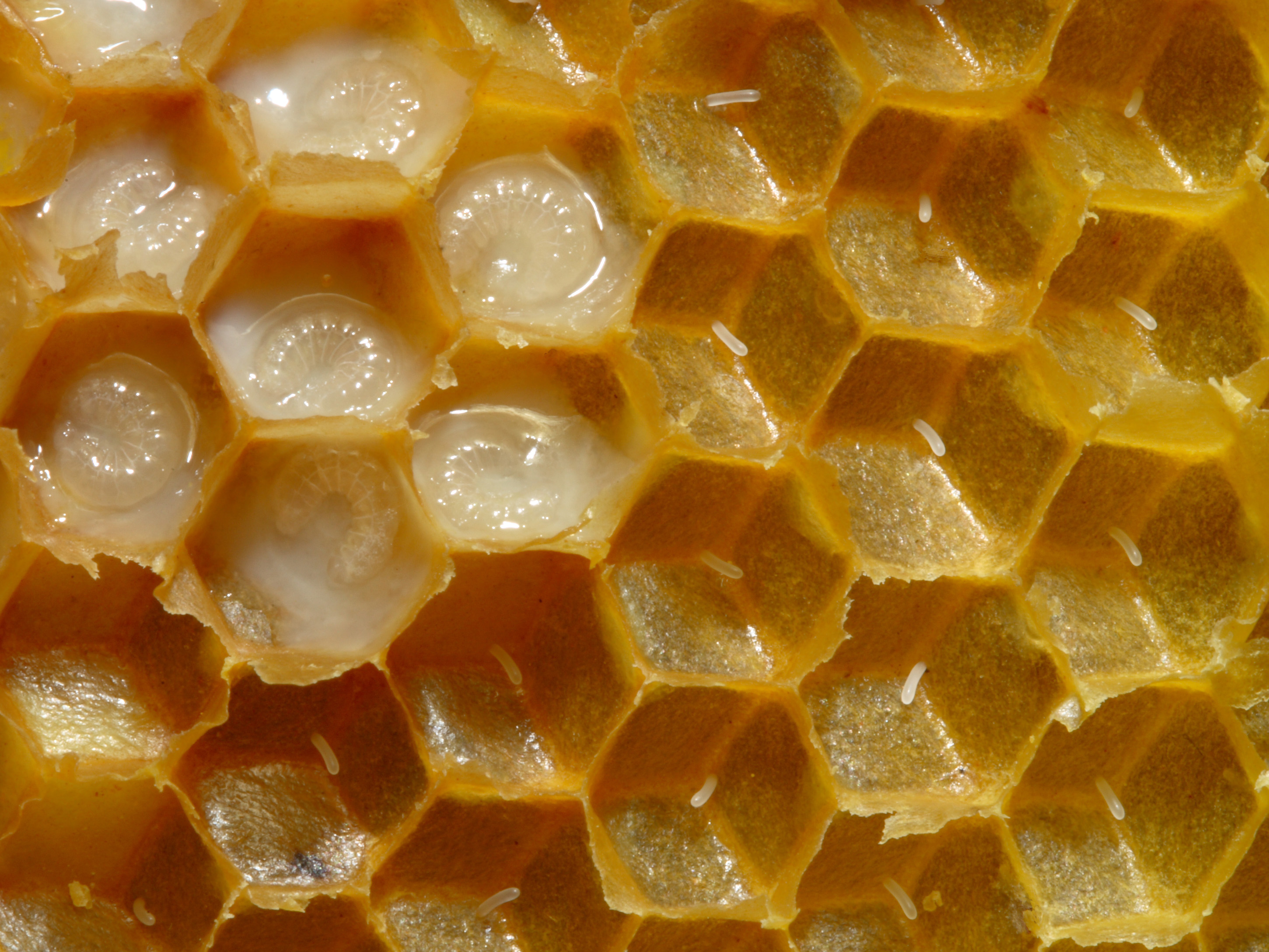
Bijenraat met eieren en larven

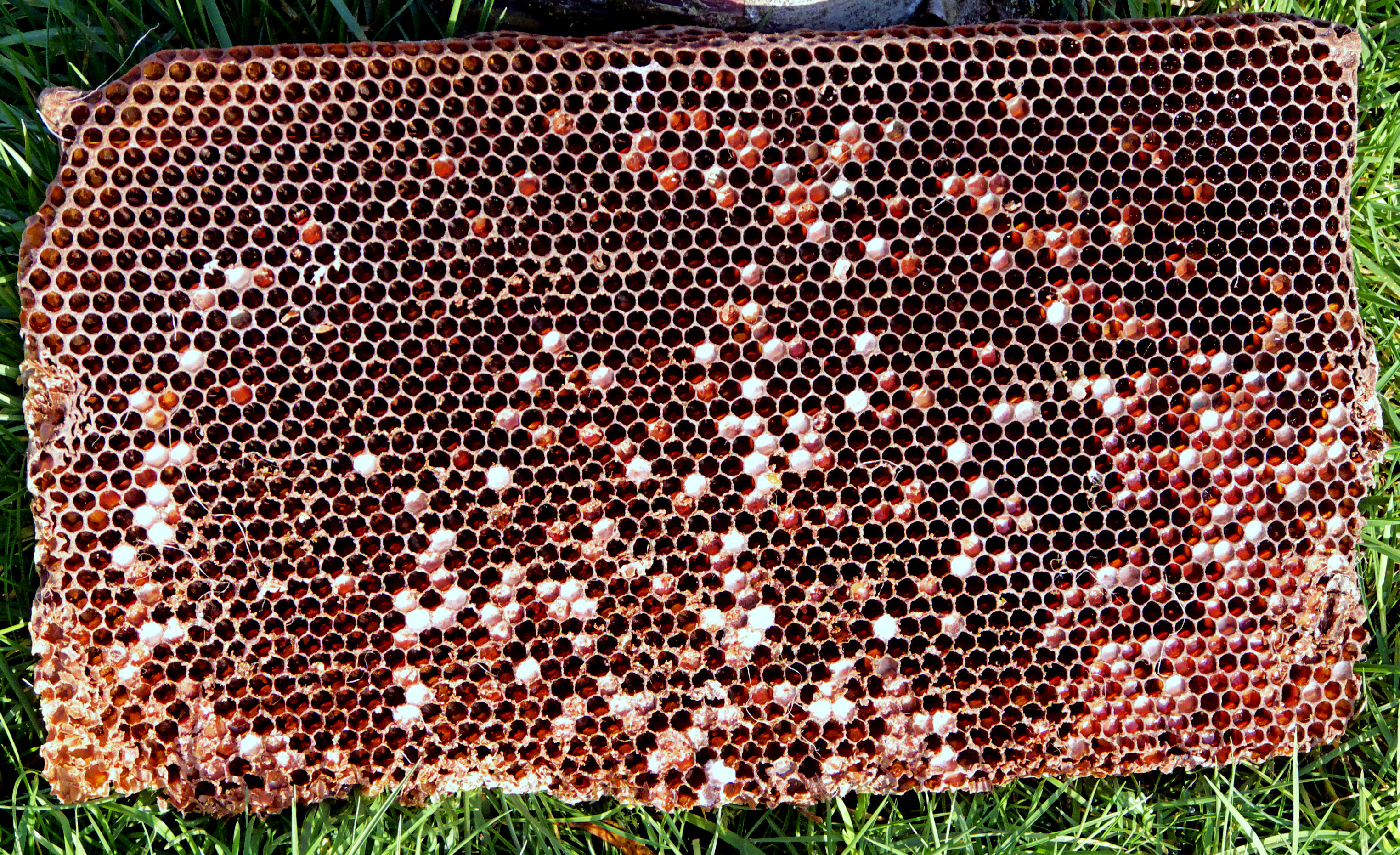
Gebruikte bijenraat

Een bijenraat of honingraat bestaat uit zeshoekige cellen en bevindt zich in een bijenkast, -korf of -nest. De raten zijn gemaakt van bijenwas. De werkbijen (niet de darren of de koningin) vormen de cellen met hun bovenkaken en poten en onderhouden ze zorgvuldig. De afmetingen van een cel in een honingraat variëren tussen 2 en 5 mm.
De cellen dienen als kraamkamer en voor opslag van stuifmeel en honing. Wanneer ze vol zijn, sluiten de bijen ze af met een dekseltje. Dat gebeurt ook als een made zich verpopt en dus niet meer gevoerd hoeft te worden.
In een moderne bijenkast plaatst de imker houten ramen met een plaat was (of kunststof) met een voorgedrukte raatstructuur. Dit helpt de bijen efficiënt een nieuwe raat te bouwen.
De zeshoekige vorm van de cellen is de efficiëntste indeling van de raat, die de minste was gebruikt en desondanks stabiel is. Door de zeshoeken hebben de bijen dus de meeste ruimte om honing op te slaan en ze sparen energie bij de wasproductie. Was is voor de bijen "duur": de productie van één kilo was kost vier tot zes kilo honing.